# Алунишул (Мехединци)
Алунишул (рум. Alunișul) насеље је у Румунији у округу Мехединци у општини Хусничоара. Oпштина се налази на надморској висини од 341 m.

## Становништво
Према подацима из 2002. године у насељу је живело 63 становника, од којих су сви румунске националности.